# Vaiana Waialiki
Vaiana Waialiki (Moana Waialiki) è la protagonista del 56° Classico Disney Oceania e del suo sequel Oceania 2 e la dodicesima principessa inserita nell'elenco ufficiale delle Principesse Disney, dopo Merida.

## Biografia del personaggio
(Vaiana, parlando con Maui)
Vaiana è una giovane ragazza destinata a diventare il matai (capovillaggio) dell'isola di Motunui. Da piccola viene scelta dall'Oceano stesso per ripristinare il cuore dell'isola madre Te Fiti, rubato mille anni prima dal semidio Maui, un gesto che condannò i popoli del Pacifico all'immobilità; perciò da adolescente, dopo la morte di Tala, l'amata nonna paterna, Vaiana intraprende un'audace missione per salvare il suo popolo.

## Caratterizzazione

### Aspetto fisico

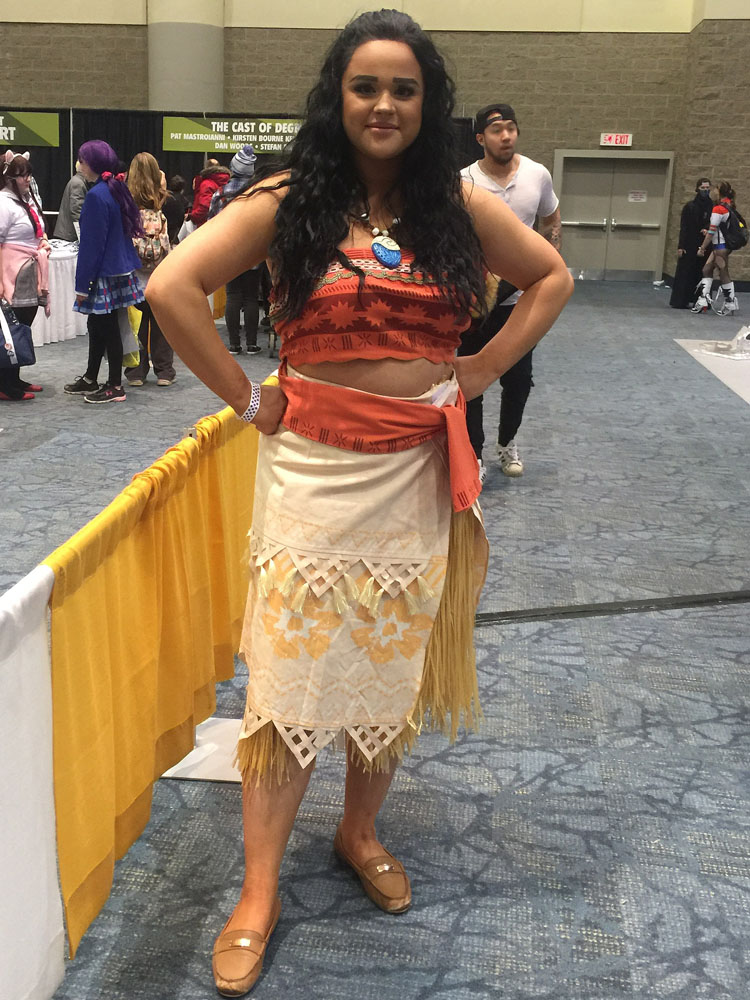
Cosplay di Vaiana.

Vaiana possiede un fisico snello e atletico dalla carnagione scura, occhi marroni, sopracciglia folte e capelli lunghi, neri e ricci.

### Abbigliamento
L'abito cerimoniale si ispira alla cerimonia samoana taualuga, in cui tradizionalmente il copricapo viene realizzato con i capelli degli antenati permeati dal mana (potere spirituale), mentre nel film vengono sostituiti con erba essiccata; il corpetto e la gonna sono rifiniti con tapa, foglie pandanus, piume e conchiglie di cipree.
Per la maggior parte del tempo, Vaiana indossa un abito formato da un top a fascia rosso e una gonna in tapa e foglie pandanus, decorata con motivi marittimi, stretta da una fascia rossa; inoltre porta una collana di macramè ornata con perle bianche, da cui pende una conchiglia abalone iridescente sui toni del blu.
Il costume indossato nel finale è costituito da una ghirlanda, un corpetto con una sola spallina ed una gonna, tutti decorati con piume rosse e foglie fresche, simboli del suo ruolo di nuovo capo (in particolare, il rosso è sinonimo di regalità).

### Personalità
Vaiana è una ragazza avventurosa e testarda, amante dell'oceano e delle leggende. Prende molto seriamente il suo ruolo di nuovo capo di Motunui, sentendosi allo stesso tempo in dovere di onorare l'eredità che i suoi antenati, abili navigatori, hanno lasciato al suo popolo; infatti, nonostante la sua natura impulsiva, dimostra di essere anche saggia e responsabile, poiché riconosce l'importanza del detto «conoscere la propria montagna», ossia i popoli e le esperienze che l'hanno preceduta, per conoscere se stessa.

## Concezione e sviluppo

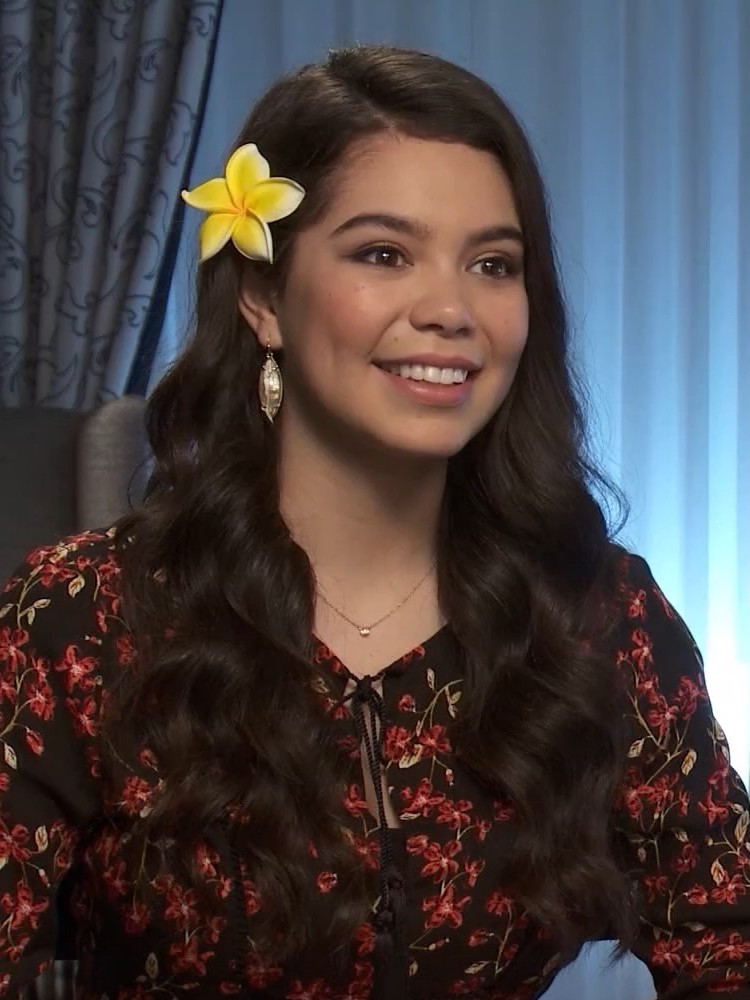
Auliʻi Cravalho, doppiatrice di Vaiana in lingua originale.

### Design e caratterizzazione
Il team creativo decise di creare per Vaiana una corporatura realistica con cui le ragazze potessero identificarsi, forte abbastanza da risultare credibile in attività come nuotare, scalare un albero e saltare da una scogliera. Per rendere i capelli maggiormente realistici ed espressivi, venne creato un nuovo programma, Quicksilver. Quando la doppiatrice di Vaiana venne scelta, l'aspetto e la personalità della protagonista erano già stati completati, quindi la somiglianza condivisa tra Aul'i Cravalho ed il personaggio risultò una semplice coincidenza; inoltre, durante il processo di animazione, gli animatori della Disney hanno potuto integrare alcuni manierismi di Cravalho nel comportamento di Vaiana.

### Voce
I registi provinarono centinaia di giovani donne provenienti dalle Isole del Pacifico. Nell'ottobre 2015, Auli'i Cravalho venne scelta ufficialmente come doppiatrice di Vaiana. Auli'i fu scoperta durante un evento di beneficenza, senza sapere che l'agente che aveva assistito a quelle audizioni era la stessa di Oceania. L'agente Rachel Sutton confermò che Auli'i era l'ultima ragazza ad essere vista durante l'ultimo giorno di casting. La produttrice Osnat Shurer disse: «Eravamo alla ricerca di qualcuno che potesse incarnare il personaggio, con tutta la forza e l'impegno, l'umorismo, il cuore e la compassione. Quando abbiamo incontrato Auli'i, stava appena portando in vita Vaiana». Auli'i descrisse Vaiana come una ragazza dal forte temperamento, determinata e coraggiosa, profondamente affascinata dall'oceano e desiderosa di esplorarlo, definendola un modello per tutti, non solo per le ragazze.

## Accoglienza

### Riconoscimenti
- Miglior personaggio femminile animato – Women Film Critics Circle Awards (2016)[16]
- Miglior personaggio femminile animato – Alliance of Women Film Journalists (2017)[17]
- Miglior voce in un film d'animazione – Annie Awards (2017)[18]

## Curiosità
- Visto che in Oceania 2 Vaiana non ha nessun incontro con Nalo (l'antagonista), ciò la rende per il momento una tra le Principesse Disney (dopo Biancaneve e Aurora) a non avere un incontro diretto con uno dei suo antagonisti.
- Vaiana è l'unica principessa Disney a essere diventata una divinità.
- Vaiana è l'unica principessa Disney a essere stata uccisa (anche se dopo è stata riportata in vita) da un Cattivo Disney.

## Nelle altre lingue
Al momento dell'uscita del film nei cinema, a livello mondiale Oceania contava 45 doppiaggi ufficiali, ivi compreso uno speciale doppiaggio in tahitiano, realizzato in onore dell'ambientazione del film. Nell'arco di pochi anni, ai doppiaggi iniziali ne vennero aggiunti altri, in particolare, altre due versioni furono create sulla scia di quella tahitiana. Nel settembre 2017 è stata distribuita nei cinema neozelandesi una versione in lingua māori, diretta dalla doppiatrice originale di nonna Tala, Rachel House, la quale ha ripreso il proprio ruolo nel doppiaggio, insieme a Jemaine Clement, Temuera Morrison ed Oscar Kightley. Nel novembre dello stesso anno, l'Università delle Hawaii ha realizzato un doppiaggio in hawaiano, nel quale Auli'i Cravalho ha ripreso il ruolo della protagonista.
| Doppiatrici di Vaiana     | Doppiatrici di Vaiana                       | Doppiatrici di Vaiana                       | Doppiatrici di Vaiana          |
| Lingua                    | Dialoghi                                    | Canto                                       | Nome                           |
| ------------------------- | ------------------------------------------- | ------------------------------------------- | ------------------------------ |
| Arabo                     | إلهام صبري (Ilham Sabri)                    | كارمن سليمان (Carmen Suleiman)              | موانا (Moana)                  |
| Bengalese                 | sconosciuta                                 | श्रुति राणे (Shruti Rane)                        | মোয়ানা (Moana)                    |
| Bulgaro                   | Mihaela Marinova                            | Mihaela Marinova                            | Ваяна (Vaiana)                 |
| Cantonese                 | 蘇麗珊 (“So Lai Shan”; Cecilia So)          | 蘇麗珊 (“So Lai Shan”; Cecilia So)          | 莫娜 (Moana)                   |
| Catalano                  | Cristal Barreyro                            | Ana Fernández Pellicer                      | Vaiana                         |
| Ceco                      | Michaela Doubravová-Tomešová                | Michaela Doubravová-Tomešová                | Vaiana                         |
| Cinese (Cina)             | 刘美麟 (Liú Měi-Lín)                        | 刘美麟 (Liú Měi-Lín)                        | 莫娜 (Moana)                   |
| Cinese (Taiwan)           | 曾詩淳 (Céng Shī-Chún)                      | 吳以悠 (“Wú Yǐ-Yōu”; Monica Wu)             | 莫娜 (Moana)                   |
| Coreano                   | 김수연 (Kim So-Yeon)                        | 김소향 (Kim So-Hyang)                       | 모아나 (Moana)                 |
| Croato                    | Mia Negovetić                               | Mia Negovetić                               | Vaiana                         |
| Danese                    | Clara Rugaard-Larsen                        | Clara Rugaard-Larsen                        | Vaiana                         |
| Ebraico                   | משי קלינשטיין (Meshi Kleinstein)            | משי קלינשטיין (Meshi Kleinstein)            | מואנה (Moana)                  |
| Estone                    | Emma Tross                                  | Kelly Tulvik                                | Vaiana                         |
| Fiammingo                 | Laura Tesoro                                | Laura Tesoro                                | Vaiana                         |
| Finlandese                | Yasmine Yamajako                            | Yasmine Yamajako                            | Vaiana                         |
| Francese                  | Cerise Calixte                              | Cerise Calixte                              | Moana (Canada) Vaiana (Europa) |
| Giapponese                | 屋比久知奈 (Tomona Yabiku)                  | 屋比久知奈 (Tomona Yabiku)                  | モアナ (Moana)                 |
| Greco                     | Μαρίνα Σάττι (Marína Sátti)                 | Μαρίνα Σάττι (Marína Sátti)                 | Βαϊάνα (Vaiana)                |
| Hawaiano                  | Auli'i Cravalho                             | Auli'i Cravalho                             | Moana                          |
| Hindi                     | मुस्कान जाफरी (Muskkaan Jafri)                   | श्रुति राणे (Shruti Rane)                        | मोआना (Moana)                    |
| Indonesiano               | Miranti Anna Juantara                       | Miranti Anna Juantara                       | Moana                          |
| Inglese                   | Auli'i Cravalho                             | Auli'i Cravalho                             | Moana Vaiana (Europa)          |
| Islandese                 | Agla Bríet Einarsdóttir                     | Agla Bríet Einarsdóttir                     | Vaiana                         |
| Italiano                  | Emanuela Ionica                             | Chiara Grispo                               | Vaiana                         |
| Kazako                    | Назерке Серікболова (Nazerke Serikbolova)   | Назерке Серікболова (Nazerke Serikbolova)   | Моана (Moana)                  |
| Lettone                   | Vanda Siliņa                                | Vanda Siliņa                                | Vaiana                         |
| Lituano                   | Dorotėja Kravčenkaitė                       | Dorotėja Kravčenkaitė                       | Vaiana                         |
| Māori                     | Jaedyn Randell                              | Jaedyn Randell                              | Moana                          |
| Malese                    | sconosciuta                                 | sconosciuta                                 | Moana                          |
| Norvegese                 | Nora Gjestvang                              | Nora Gjestvang                              | Vaiana                         |
| Olandese                  | Vajèn van den Bosch                         | Vajèn van den Bosch                         | Vaiana                         |
| Polacco                   | Weronika Bochat                             | Weronika Bochat                             | Vaiana                         |
| Portoghese (Brasile)      | Any Gabrielly                               | Any Gabrielly                               | Moana                          |
| Portoghese (Europa)       | Luz Fonseca                                 | Sara Madeira                                | Vaiana                         |
| Romeno                    | Ana Bianca Popescu                          | Ana Bianca Popescu                          | Vaiana                         |
| Russo                     | Зинаида Куприянович (Zinaida Kupriyanovich) | Зинаида Куприянович (Zinaida Kupriyanovich) | Моана (Moana)                  |
| Serbo                     | Ивона Рамбосек (Ivona Rambosek)             | Ивона Рамбосек (Ivona Rambosek)             | Вајана (Vaiana)                |
| Slovacco                  | Monika Potokárová                           | Monika Potokárová                           | Vaiana                         |
| Sloveno                   | Katja Ajster                                | Katja Ajster                                | Vaiana                         |
| Spagnolo (America Latina) | Sara Paula Gómez Arias                      | Sara Paula Gómez Arias                      | Moana                          |
| Spagnolo (Castigliano)    | Cristal Barreyro                            | María Parrado                               | Vaiana                         |
| Svedese                   | Wiktoria Johansson                          | Wiktoria Johansson                          | Vaiana                         |
| Tahitiano                 | Sabrina Laughlin                            | Sabrina Laughlin                            | Moana                          |
| Tamil                     | M. Haripriya                                | M. Haripriya                                | மோனா (Moana)                     |
| Tedesco                   | Lina Larissa Strahl                         | Debby Van Dooren                            | Vaiana                         |
| Thailandese               | ไมร่า มณีภัสสร มอลลอย (Myra Molloy)            | ไมร่า มณีภัสสร มอลลอย (Myra Molloy)            | โมอาน่า (Moana)                 |
| Turco                     | Ezgi Erol                                   | Ezgi Erol                                   | Moana                          |
| Ucraïno                   | Маргарита Мелешко (Margarita Maleshko)      | Маргарита Мелешко (Margarita Maleshko)      | Ваяна (Vaiana)                 |
| Ungherese                 | Faluvégi Fanni                              | Faluvégi Fanni                              | Vaiana                         |
| Vietnamita                | Trần Minh Như                               | Trần Minh Như                               | Moana                          |